# Nickel Mines
Nickel Mines ist ein Weiler des Bart Townships im US-Bundesstaat Pennsylvania. Der Ort ist ein wichtiges Zentrum der Amischen.
Bekannt wurde der Ort 2006 durch den Amoklauf von Charles Carl Roberts, einem 32-jährigen Lastwagenfahrer, der fünf Kinder und sich selbst erschoss.
In der Vergangenheit wurde in der Gegend um die Ortschaft Nickel abgebaut.